# Anna Hallgren
Anna Augusta Hallgren, född 8 september 1860 i Jönköping, död 12 februari 1924 i Stockholm, var en svensk konstnär.
Hon var dotter till disponenten vid Jönköpings tändsticksfabrik August Hallgren och konstnären Wilhelmina Christina Lundberg samt syster till Sigrid och Ida Elisabeth Hallgren. Hon var från 1892 gift med regementsläkaren med. lic. Julius C:son Bergman. Hon drev som änka den ansedda Anna Bergmans målarskola på Humlegårdsgatan i Stockholm. Skolan riktade sig huvudsakligen till unga societetsflickor som fick undervisning i miniatyr- och porslinsmålning. Efter hennes död 1924 övertogs skolan av systern Sigrid. Makarna Bergman är begravda på Norra begravningsplatsen utanför Stockholm.